# نیو اوچا (اکلاهما)
نیو اوچا(به انگلیسی: New Eucha) شهری در ایالت اکلاهما کشور ایالات متحده آمریکا است که جمعیت آن در سرشماری سال ۲۰۱۰ میلادی، ۴۰۵ نفر بوده‌است.